# Testarda io/Sei tornato a casa tua
Testarda io/Sei tornato a casa tua, pubblicato nel 1974, è un 45 giri della cantante italiana Iva Zanicchi.

## Testarda io
Cristiano Malgioglio, ormai alla Ri-Fi da quasi un anno come paroliere e diventato nel frattempo l'autore di fiducia per i testi in italiano del cantautore brasiliano Roberto Carlos, presenta il brano ad Iva Zanicchi. 
La canzone, traduzione italiana per l'appunto del brano in lingua portoghese “À distância”, scritto e interpretato da Roberto Carlos già due anni prima, diventa ben presto uno dei grandi successi della cantante. 

## Successo e classifiche
Presentata alla Mostra internazionale di musica leggera di Venezia insieme a un altro estratto dall’album, Io ti propongo, la canzone deve la sua scalata in classifica anche al fatto che il regista Luchino Visconti la inserisce nella colonna sonora del suo penultimo film, Gruppo di famiglia in un interno, uscito nel 1974. Testarda io caratterizza, non solo musicalmente ma anche con il suo testo, uno dei momenti più conturbanti dell’intero film: Burt Lancaster (uno dei protagonisti) sta ascoltando una meravigliosa musica classica quando all'improvviso parte Testarda io e, lasciata la sua camera incuriosito, trova tre giovani (con cui vive nella sua casa in centro a Roma, piena di libri e di dipinti) impegnati in un ménage à trois.
La scena da antologia contribuisce al successo della canzone che entra in top 10 nella settimana del 22 marzo del 1975. Rimane oltre sei mesi in classifica, arrivando a superare il mezzo milione di copie vendute.

## Altre versioni
Nel 1973 il sassofonista Tino Cocco e la sua orchestra esegue una versione strumentale del brano per l'album Hit Parade International (Studio 7, SI-AG 1130).
Nel 2008 il brano Testarda io è stato arrangiato e pubblicato da Giuliano Palma & the Bluebeaters.